# Medaglia ai benemeriti della scuola, della cultura e dell'arte
La medaglia ai benemeriti della scuola, della cultura e dell'arte, ed il relativo diploma, sono stati istituiti dal Governo italiano con legge n. 1093 del 1950, per le persone e gli enti che, con opere di riconosciuto valore, segnalati servigi o cospicue elargizioni, hanno acquistato titoli di particolare benemerenza nel campo dell'educazione, della scuola e nella diffusione ed elevazione della cultura.
Il diploma di benemerenza può essere di prima, di seconda o di terza classe e dà la facoltà di fregiarsi, rispettivamente, della medaglia d'oro, d'argento o di bronzo.
Il regolamento per la concessione è stato approvato nel 1952. Questo riconoscimento ha sostituito la stella al merito della scuola, la benemerenza della pubblica istruzione e la benemerenza delle arti e quindi i relativi provvedimenti istitutivi del 1939 e 1940, sono stati abrogati con la legge n. 1093 del 1950. La stessa legge ha invece raddoppiato il numero di concessioni annue della benemerenza dell'istruzione elementare e materna istituita nel 1928.

## Conferimento
Ogni anno, il 2 giugno giorno della Festa della Repubblica, l'onorificenza viene concessa con decreto del Presidente della Repubblica, su proposte fatte dal Ministro dell'istruzione, dell'università e della ricerca in base ad un parere espresso da una Commissione, nominata e presieduta dallo stesso ministro e costituita:
- dai direttori generali del Ministero della pubblica istruzione;
- da un membro di ciascuna delle tre sezioni del Consiglio superiore della pubblica istruzione; da un membro del Consiglio superiore delle antichità e belle arti e da uno del Consiglio superiore delle accademie e biblioteche, tutti designati dai rispettivi Consigli;
- da un rappresentante rispettivamente dell'Accademia dei Lincei, dell'Accademia di San Luca e dell'Accademia di Santa Cecilia;
- da due membri scelti dal ministro per la pubblica istruzione tra coloro che sono già insigniti dell'onorificenza;

i membri della Commissione durano in carica due anni e possono essere confermati.

## Insegne
La medaglia, che va portata alla parte sinistra del petto, ha un diametro di 32 millimetri e reca;
nel rectol'emblema della Repubblica,
nel versouna corona di quercia che racchiude la leggenda «Ai benemeriti della cultura».
Il nastro è di seta, largo di 32 millimetri, con i colori nazionali e una banda di colore viola larga 4 millimetri sui bordi.

## Suddivisione
In occasione dei vari trasferimenti delle specifiche competenze tra diversi ministeri la medaglia è stata rinominata in diverse categorie, comunque identiche nelle insegne ma differenti nelle motivazioni a seconda del ministero competente:
- Medaglia ai benemeriti della cultura e dell'arte, conferita su proposta del Ministro dei beni e delle attività culturali e del turismo per «... premiare quanti hanno illustrato la Nazione nei campi della cultura, dell'arte, dello spettacolo.»
- Medaglia ai benemeriti della scienza e della cultura, conferita su proposta del Ministro dell'istruzione, dell'università e della ricerca per «... premiare i titoli di particolare benemerenza nel campo accademico e della ricerca.»
- Medaglia ai benemeriti della scuola, della cultura e dell'arte, conferita su proposta del ministro della Pubblica Istruzione, per «Premiare i titoli di particolare benemerenza nel campo dell'educazione, della scuola e nella diffusione ed elevazione della cultura, ottenuti attraverso opere di riconosciuto valore, segnalati servigi o cospicue elargizioni.»

## Regioni, Province, Città, Comuni decorati

### Regioni
- Regione autonoma della Sardegna/Regione autònoma de Sardigna, 1972[7]

### Province
- Provincia di Bologna, 1970[8]
- Provincia di Alessandria, 1969[9]
- Provincia di Como, 1982[10]
- Provincia di Cuneo, 1963[11]
- Provincia di Salerno, 1966[12]
- Provincia di Varese, 1966[13]

### Città e Comuni
- Busto Arsizio (VA), 1963[14]
- Cantù (CO), 1966[15]
- Como, 2 conferimenti: 1965[16], 1983[17]
- Gallarate (VA),1966[18]
- Grado (GO), 1978[19]
- Gubbio (PG), 1970[20]
- Imola (BO), 1971[21]
- Lignano Sabbiadoro (UD), 1978[22]
- Macerata, 1980[23]
- Saronno (VA), 1965[24]
- Sondrio, 1962[25]
- Varese, 1965[26]
- Vicenza, 1969[27]

- Abano Terme (PD), 1963[28]
- Cagliari, 1975[29]
- Portogruaro (VE), 1962[30]
- Rovigo, 1966[31]
- Volterra (PI), 1975[32]

- Monfumo (TV), 1963[33]